# Lchamdschawyn Dechlee
Lchamdschawyn Dechlee (mongolisch Лхамжавын Дэхлээ, englisch Lkhamjavyn Dekhlee; * 20. August 1937) ist ein ehemaliger mongolischer Sportschütze. 
Er nahm an den Olympischen Sommerspielen 1964 in Tokio teil. Im Dreistellungskampf mit dem Freien Gewehr erreichte er Platz 24.